# Anisophyllea nitida
Anisophyllea nitida är en tvåhjärtbladig växtart som beskrevs av L. Madani. Anisophyllea nitida ingår i släktet Anisophyllea och familjen Anisophylleaceae. Inga underarter finns listade i Catalogue of Life.